# Château d'Adiac
Le château d'Adiac est un édifice situé à Beaulieu, en France.

## Localisation
Le château est situé sur le territoire de la commune de Beaulieu, dans le département  de la Haute-Loire, en région Auvergne-Rhône-Alpes.

## Description
Le château est une ancienne maison forte datant de la fin du Moyen Âge qui devait se composer à l'origine d'un donjon présentant une pièce à chacun de ses quatre étages. Dénué d'ouvrages défensifs suffisants, le château ne put résister aux calvinistes qui le prirent en 1574. Le baron de Saint-Vidal le reprit. Une aile lui a été ensuite ajoutée, avec son escalier à refend central. L'ensemble actuel s'ordonne en U autour d'une cour rectangulaire et a conservé son caractère défensif. Il a été remanié au XVIIIe siècle, avec repercement des baies de la façade sud. La redistribution des pièces à cette époque a touché l'ensemble du château sauf le premier étage du donjon. L'intérieur montre un bel escalier à balustres du XVIIe siècle et un salon dont le décor peint serait du XIXe siècle.

## Historique
Le château est inscrit partiellement au titre des monuments historiques par arrêté du 10 juin 1975.

## Protection
Éléments protégés : les façades et toitures ; escalier avec sa rampe à balustres de bois ; salle du premier étage et salle voutée au premier étage du donjon avec leur décor.

## Galerie

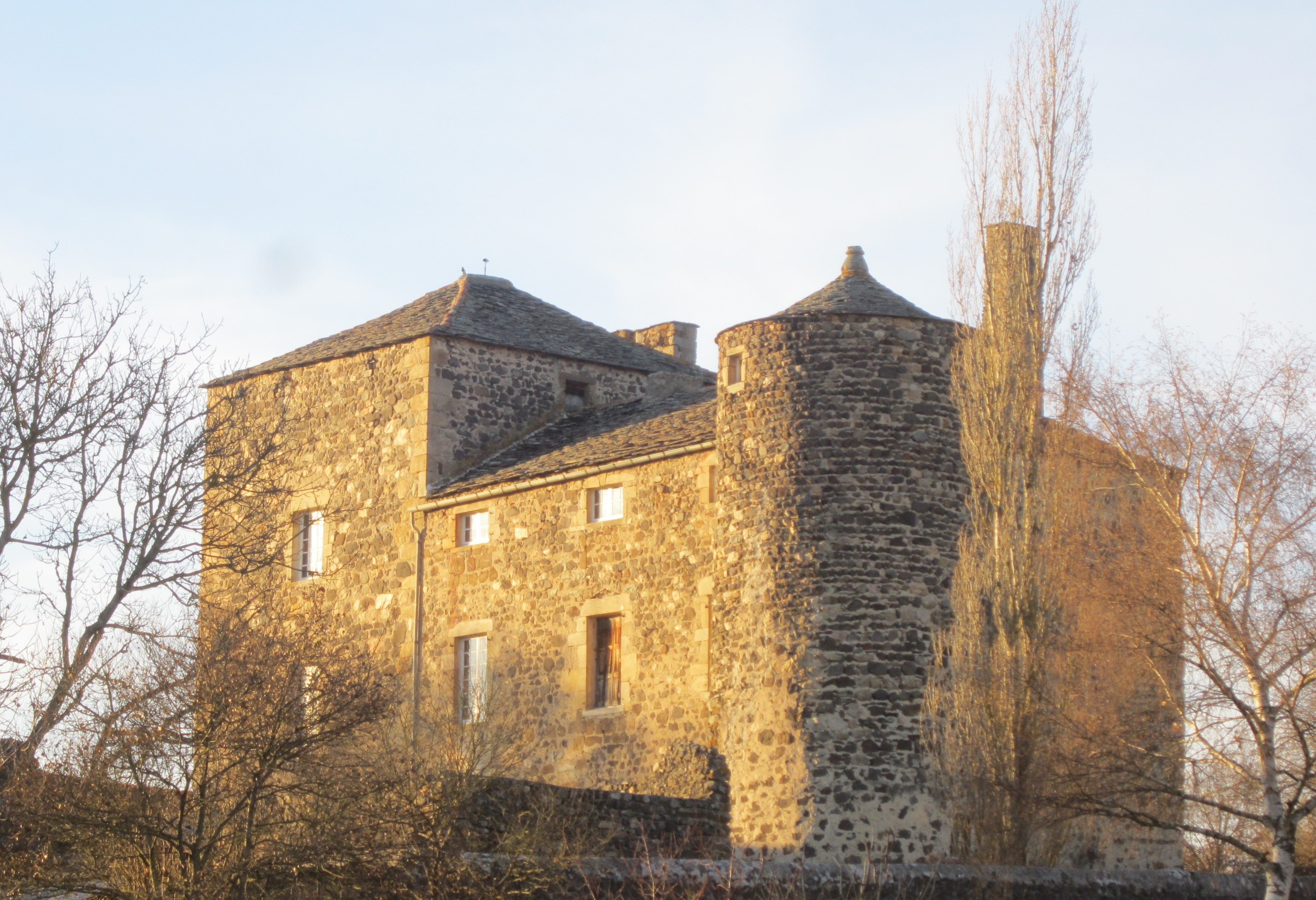